# Budimlić Japra
Budimlić Japra (cyr. Будимлић Јапра) – wieś w Bośni i Hercegowinie, w Republice Serbskiej, w gminie Oštra Luka. W 2013 roku liczyła 163 mieszkańców.